# Lilienfelder Cantorei Berlin
Die Lilienfelder Cantorei ist ein in Berlin beheimateter Kammerchor mit überregionalem Wirkungskreis. Der künstlerische Leiter ist seit Gründung des Ensembles im Jahr 1988 Klaus-Martin Bresgott.
Musikalische Schwerpunkte der Lilienfelder Cantorei sind die Alte Musik um Heinrich Schütz und Johann Hermann Schein sowie vorrangig die A-cappella-Werke des späten 19., 20. und 21. Jahrhunderts. Seit 1998 kommt es regelmäßig zu Uraufführungen – u. a. mit Werken von Harald Genzmer, Benjamin Rinnert, Martin Doernberg und Frank Schwemmer. Wesentlich bei der programmatischen Ausrichtung ist eine konzeptionell verankerte Textauswahl, deren Schwerpunkt auf den Psalmen und der Lyrik des 19. und 20. Jahrhunderts liegt.
Die Lilienfelder Cantorei gastiert regelmäßig in Franken, Bayern, Niedersachsen, Mecklenburg, Brandenburg, Hamburg und Bremen. Auslandskonzerte führten nach Dänemark, Holland und Frankreich sowie wiederholt nach Österreich, Tschechien, Italien und in die Schweiz.
Die Lilienfelder Cantorei ist Mitglied im Verband Deutscher Konzertchöre (VDKC).

## CD-Veröffentlichungen
- Choral:gut! – die schönsten Lieder des Gesangbuchs. „Die güldene Sonne“, „Wer nur den lieben Gott lässt walten“, „Nun danket alle Gott“, „Der Mond ist aufgegangen“ und andere in Sätzen von Schütz, Pachelbel, Bach, Mendelssohn Bartholdy, Mauersberger, Distler, Steinmetz, Kunkel, Stickan u. a., mit Athesinus Consort Berlin. Leitung Klaus-Martin Bresgott, 2012 (edition chrismon).
- Schläft ein Lied in allen Dingen. Romantische Vertonungen von Eichendorff, Hölderlin, Rilke von Hensel, Reger, Jennefelt, Genzmer, Lauridsen, Schwemmer, mit Athesinus Consort Berlin u. a. Leitung Klaus-Martin Bresgott, 2011 (edition chrismon).
- Lockung. Eichendorff, Hölderlin, Rilke von Hensel, Wolf, Jennefelt, Lauridsen, Genzmer u. a. Leitung Klaus-Martin Bresgott, 2010.
- Meine Seele. Mein Gott. Psalmvertonungen des 17. bis 21. Jahrhunderts von Hiller, Herzogenberg, Wangenheim, Schwemmer u. a. Leitung Klaus-Martin Bresgott, 2006/2007.
- Uraltes Wehn. Liederzyklen und Abendlieder des 17. bis 20. Jahrhunderts von Hindemith, Schwemmer, Schroeder, Brunner, Ahle u. a. Leitung Klaus-Martin Bresgott, 2003/2004.
- Sorget nicht. Chormusik des 20. Jahrhunderts von Kaminski, Distler, Doernberg, Schwemmer u. a. Leitung Klaus-Martin Bresgott, 2001.
- Das ist mir lieb ... Psalmkompositionen des 17. und 20. Jahrhunderts von Schütz, Schein, Burkhard, Pepping u. a. Leitung Klaus-Martin Bresgott, 1997. Erweiterte Neuauflage 2005.